# غوزلة (كاني سور)
غوزلة (بالفارسية: گوزله) هي قرية تقع في إيران في قسم کاني سور الريفي. يقدر عدد سكانها بـ 61 نسمة بحسب إحصاء 2016.